# Національна асамблея Угорщини
Національна асамблея Угорщини (угор. Országgyűlés, раніше Національне зібрання Угорщини) — однопалатний представницький і законодавчий орган (парламент) Угорщини.

## Склад
Національні Збори включають 199 депутатів, обраних на чотирирічний термін.
Розподіл місць у парламенті (за підсумками виборів 2022 року):
| Назва | Назва                                    | ЧП  |
| ----- | ---------------------------------------- | --- |
|       | Фідес — Угорський громадянський союз     | 117 |
|       | Християнсько-демократична народна партія | 18  |
|       | Демократична коаліція                    | 15  |
|       | Угорська соціалістична партія            | 10  |
|       | Йоббік                                   | 10  |
|       | Діалог для Угорщини                      | 6   |
|       | Наша Батьківщина                         | 6   |
|       | LMP – Угорська партія зелених            | 5   |

Спікер Національної асамблеї — Ласло Кевер (Фідес)